# Diego Diz Martínez
Diego Diz Martínez más conocido como Diego Diz (Vigo, 12 de noviembre de 1991) es un futbolista español que juega de centrocampista en el AC Oulu de la Veikkausliiga.

## Trayectoria
Es un centrocampista formado en el fútbol base del Real Club Celta de Vigo que en 2010 ingresó en los juveniles del Club Rápido de Bouzas, en el que jugó durante varias temporadas en Tercera División.
En 2015, Diz fichó por el Alondras Club de Fútbol de la Tercera División.
A la temporada siguiente regresa al Club Rápido de Bouzas con el que jugaría durante otras tres temporadas más, incluida la temporada 2017-18 con el que acabaría en quinta posición del Grupo I en Segunda División B.
En julio de 2019, fichó por UMF Grindavík de Islandia procedente del Club Rápido de Bouzas tras su descenso a la Tercera División española. En las filas del conjunto islandés finalizó penúltimo de la liga doméstica con 3 victorias, 11 empates y 8 derrotas.
Antes de la temporada 2020, fichó por FC Samtredia de la Erovnuli Liga georgiana.
En diciembre de 2020 firma por el AC Oulu de la Veikkausliiga por una temporada.

## Clubes
| Club                    | País      | Año       |
| ----------------------- | --------- | --------- |
| Club Rápido de Bouzas   | España    | 2011-2015 |
| Alondras Club de Fútbol | España    | 2015-2016 |
| Club Rápido de Bouzas   | España    | 2016-2019 |
| UMF Grindavík           | Islandia  | 2019      |
| FC Samtredia            | Georgia   | 2020      |
| AC Oulu                 | Finlandia | 2021-     |